# لاگوآ دو ولهوس
لاگوآ دو ولهوس (به پرتغالی: Lagoa de Velhos) یک منطقهٔ مسکونی در برزیل است که در ریو گرانده شمالی واقع شده‌است. لاگوآ دو ولهوس ۲٬۷۳۲ نفر جمعیت دارد.